# James Longstreet

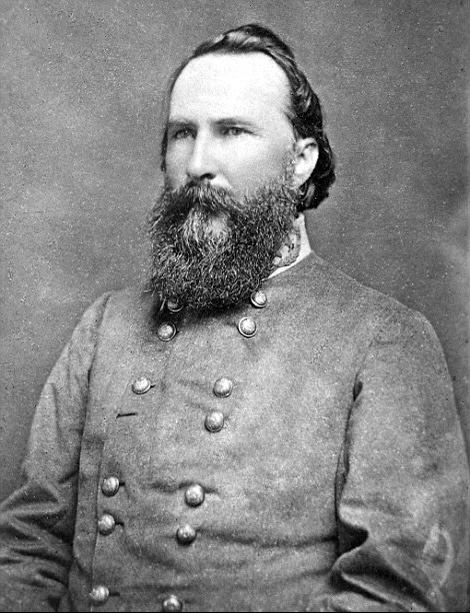
Generalleutnant James Longstreet

James Longstreet (* 8. Januar 1821 im Edgefield District, South Carolina; † 2. Januar 1904 in Gainesville, Georgia) war bis 1861 Offizier des US-Heeres, danach General im konföderierten Heer und nach dem Sezessionskrieg Inspekteur der Zollverwaltung in New Orleans, Kommandeur der Staatspolizei und der Miliz in New Orleans und Botschafter im Osmanischen Reich.
Longstreet war der wichtigste Untergebene General Robert E. Lees, der ihn „My Old War Horse“ (dt.: Mein altes Schlachtross) nannte. Er diente als Kommandierender General, sowohl in der Nord-Virginia-Armee auf dem östlichen Kriegsschauplatz als auch unter General Braxton Bragg in der Tennessee-Armee auf dem westlichen Kriegsschauplatz.
Longstreet nahm an allen wichtigen Schlachten 1862 und 1863 auf dem östlichen Kriegsschauplatz teil. Auf dem westlichen Kriegsschauplatz verstärkte er entscheidend die Tennessee-Armee während der Schlacht am Chickamauga und führte autonom den Knoxville-Feldzug. Zurück auf dem östlichen Kriegsschauplatz wurde er während der Schlacht in der Wilderness schwer verwundet. Nach seiner Genesung führte er erneut ein Korps unter Lee und nahm an der Belagerung von Petersburg und dem Appomattox-Feldzug teil.
Der am meisten kontrovers diskutierte Einsatz fand in der Schlacht von Gettysburg statt, bei der er die taktische Auffassung General Lees nicht teilte und den verheerenden Infanterieangriff – später bekannt als Picketts Charge – nur zögernd führte.
Nach dem Sezessionskrieg trat er der Republikanischen Partei bei und arbeitete mit seinem Freund, Präsident Ulysses S. Grant, eng zusammen. In seinen Memoiren beschrieb Longstreet einige von General Lees Handlungen kritisch, was ihm bei einigen seiner ehemaligen konföderierten Generalskollegen Hass eintrug. Das führte schließlich dazu, dass die Verfechter des Lost Cause Longstreets Verhalten bei Gettysburg die Hauptschuld am Verlust des Krieges gaben.

## Leben

### Familie
Longstreet war das fünfte Kind und der dritte Sohn von James und Mary Ann Dent Longstreet, die eine Baumwollplantage nahe Gainesville, Georgia bewirtschafteten. Deren Vorfahren waren aus den Niederlanden 1657 in die Neu-Niederlande im Nordosten des Kontinents eingewandert. Longstreets Vater gab ihm wegen seines unerschütterlichen Charakters den Spitznamen Saint Peter, der ihm als Old Pete zeit seines Lebens erhalten blieb.

### West Point und Heirat
Longstreet lebte vom neunten bis zum siebzehnten Lebensjahr bei seinem Onkel Augustus Baldwin Longstreet in der Nähe von Augusta, Georgia, um eine ausreichende Ausbildung für die Aufnahme in die Militärakademie in West Point, New York zu erhalten. 1838 an die Akademie berufen erwies er sich als mittelmäßiger und disziplinloser Schüler. Die Akademie schloss er 1842 als 54. von 56 Jahrgangskameraden ab. Bei seinen Mitkadetten war er beliebt und mit vielen befreundet, die später im Sezessionskrieg Berühmtheit erlangten: George Henry Thomas, William S. Rosecrans, John Pope, Daniel Harvey Hill, Lafayette McLaws, George E. Pickett, John Bell Hood sowie sein bester Freund, der ein Jahr nach ihm die Akademie beendete, Ulysses S. Grant. Longstreet wurde zum Leutnant befördert und zum 4. US-Infanterie-Regiment nach St. Louis, Missouri versetzt.
Ein Jahr später wurde auch Grant dorthin versetzt und heiratete Julia Dent, eine Cousine Longstreets. Longstreet lernte dort die Tochter seines Regimentskommandeurs kennen und heiratete Maria Louisa Garland nach dem Mexikanisch-Amerikanischen Krieg im März 1848. Die Ehe dauerte mehr als 40 Jahre. Das Paar hatte zehn Kinder.

### Mexikanisch-Amerikanischer Krieg und Austritt
Während des mexikanischen Krieges erwarb Longstreet sich Verdienste im 8. US-Infanterie-Regiment und wurde für seine Leistungen bei Contreras und Churubusco zum Brevet-Hauptmann und für die in der Schlacht bei Molino del Rey zum Brevet-Major ernannt. Bei Chapultepec wurde Longstreet verwundet.
Nach dem Krieg wurde Longstreet in das Grenzland von Texas versetzt und diente mit dem Dienstgrad Major als Zahlmeister. Für die Sezession konnte er sich nicht begeistern, er hatte jedoch von seinem Onkel schon früh die Doktrin über Rechte der Einzelstaaten verinnerlicht. Longstreet verließ im Juni 1861 das US-Heer und bot seine Dienste dem Staat Alabama an, der ihn nach West Point nominiert hatte. Als ältesten Westpointer dieses Staates sollte ihm das einen angemessenen Rang sichern.

### Bürgerkrieg

#### Die Schlacht am Bull Run
Longstreet meldete sich bei Präsident Jefferson Davis in Richmond, Virginia und wurde mit Wirkung vom 17. Juni 1861 zum Brigadegeneral befördert. Er wurde Brigadegeneral P. T. G. Beauregard bei Manassas, Virginia unterstellt und mit der Führung einer virginischen Brigade beauftragt.
Longstreets erste bewaffnete Auseinandersetzung mit Truppen der Union war das Gefecht an Blackburns Ford am 18. Juli 1861. An der anschließenden ersten Schlacht am Bull Run war er nicht beteiligt. Longstreet wurde am 7. Oktober 1861 zum Generalmajor befördert und zum Divisionskommandeur ernannt.

#### Schicksalsschlag und die Sieben-Tage-Schlacht
Im Januar 1862 ereilte Longstreet ein Schicksalsschlag – innerhalb einer Woche starben drei seiner Kinder an Scharlach. War Longstreet vor dieser Tragödie dem Alkohol, Partys und Poker nicht abgeneigt, kehrte er von der Beerdigung in sich gekehrt zurück, trank sehr selten und wurde ein gläubiges Mitglied der Episkopalkirche.
Longstreet zeigte während des Halbinsel-Feldzuges unterschiedliche Leistungen. Die Nachhutgefechte bei Yorktown und Williamsburg führte er umsichtig, bei der Schlacht von Seven Pines führte er die Division auf der falschen Straße in die falsche Richtung und verwässerte so den Erfolg des Angriffs. Longstreet machte dafür Generalmajor Benjamin Huger, den Divisionskommandeur der Nachbardivision verantwortlich.
Während der Sieben-Tage-Schlacht führte er angriffslustig und erfolgreich fast die Hälfte der Nord-Virginia-Armee – 15 Brigaden – nun unter dem Kommando General Lees. Diesmal führten tatsächlich Fehler seiner Untergebenen dazu, dass der Nord-Virginia-Armee der vollständige Erfolg versagt blieb. Seine solide Führerleistung festigte seinen Ruf als wichtigster Untergebener Lees.

#### Die zweite Schlacht am Bull Run
Longstreet führte im August 1862 den rechten Flügel der Armee. Den linken Flügel führte Generalmajor Thomas Jonathan Jackson, der die Virginia-Armee der Nordstaaten unter Generalmajor John Pope links umging. Den beiden Kommandierenden Generalen wird häufig nachgesagt, Jackson führe den offensiven, Longstreet den defensiven Teil der Armee. Während der Zweiten Schlacht am Bull Run war es allerdings genau andersherum. Jackson verteidigte sich zwei Tage gegen die Virginia-Armee, bevor Longstreet am dritten Tag die Virginia-Armee in der Flanke angriff und gegen heftigen Widerstand zum Ausweichen zwang, das teilweise der Flucht der Unionstruppen von vor einem Jahr glich.
Longstreet wurde später vorgeworfen, das Schlachtfeld zu langsam erreicht zu haben. Tatsächlich marschierten die Soldaten ungefähr 50 km in wenig mehr als 24 Stunden. Das Zusammenwirken von Offensive und Defensive führte zur Überzeugung Longstreets, dass es in einer strategischen Offensive notwendig sei, defensive Taktiken anzuwenden.

#### Der Maryland-Feldzug und Aufstieg
Diese Überzeugung festigte sich während des Maryland-Feldzuges. Am South Mountain verteidigte er sich gegen doppelt so starke Unionskräfte erfolgreich, am Antietam gelang ihm die Abwehr durch geschickte Geländeausnutzung. Am Ende des „blutigsten Tages“ des Bürgerkrieges begrüßte Lee ihn mit den Worten:
“Here is Longstreet; here’s my Old War Horse!” (deutsch: „Hier kommt Longstreet; hier kommt mein altes Schlachtross!“).
Longstreet wurde am 11. Oktober 1862 zum Generalleutnant befördert, rückwirkend zum 9. Oktober. Er wurde dadurch zum dienstältesten Generalleutnant im konföderierten Heer. In der Nord-Virginia-Armee führte er das I. Korps mit fünf Divisionen und ungefähr 41.000 Soldaten.

#### Schlacht von Fredericksburg und  Longstreets Plan
Während der Schlacht von Fredericksburg spielte Longstreet mit dem I. Korps eine entscheidende Rolle. Er wehrte aus Stellungen an Marye‘s Height 14 Angriffe der Union ab und verlor dabei ungefähr 500 Soldaten. Dieser defensiv errungene Erfolg ergab sich aus der geschickten Ausnutzung des Geländes, dem Bau von Stellungen und dem konzentrisch geleiteten Feuer der Artillerie.
Im Frühjahr 1863 schlug Longstreet General Lee vor, das I. Korps auf den westlichen Kriegsschauplatz zu verlegen und der Tennessee-Armee zu unterstellen, weil sein Mitbewohner in Westpoint, Generalmajor William S. Rosecrans, General Braxton Bragg in Bedrängnis brachte. Stattdessen beorderte Lee ihn ins südliche Virginia, wo er als Befehlshaber der Wehrbereiche North Carolina und südliches Virginia durch die Belagerung von Suffolk, Virginia, der Nord-Virginia-Armee ermöglichte, dringend benötigte Versorgungsgüter zu beschaffen.
Nach dem Sieg bei Chancellorsville erörterte Longstreet mit Lee das weitere Vorgehen. Longstreet sprach sich erneut dafür aus, mit einem Teil der Nord-Virginia-Armee die Tennessee-Armee zu verstärken. Lee lehnte eine Teilung der Armee jedoch weiter ab. Durch die Umgliederung der Nord-Virginia-Armee bestand das I. Korps zu Beginn des Gettysburg-Feldzuges aus den Divisionen McLaws, Picketts und Hoods.

#### Die Schlacht von Gettysburg
Longstreet erreichte das Schlachtfeld mit den vordersten Teilen des I. Korps am Nachmittag des 1. Juli. Da er die Stellungen der Potomac-Armee entlang des Cemetery Ridge als sehr stark beurteilte, schlug er Lee vor, das Gefecht abzubrechen und die Nord-Virginia-Armee zwischen die Potomac-Armee und Washington, D.C. zu verschieben. Damit sollte der Oberbefehlshaber der Potomac-Armee, Generalmajor George G. Meade, gezwungen werden, die Südstaatler seinerseits anzugreifen. Lee lehnte diesen Vorschlag jedoch ab.
Lee beauftragte Longstreet stattdessen, am 2. Juli den linken Flügel der Potomac-Armee frühestmöglich anzugreifen. McLaws Division erreichte das Schlachtfeld erst gegen Mittag, Picketts Division marschierte noch. Wegen mangelhafter Aufklärung verzögerte sich die Annäherung und der Angriff begann schließlich gegen 16:00 Uhr. Den Angriff führte Longstreet gewohnt kompetent und entsprechend den Aufträgen Lees, konnte den entscheidenden Durchbruch trotz einiger Geländegewinne jedoch nicht erzwingen.
Am 3. Juli sollte Longstreet mit Picketts Division und unterstellten Brigaden aus dem III. Korps den Angriff gegen die Mitte der Potomac-Armee führen. Er selbst gab dem Vorhaben jedoch nur eine geringe Erfolgschance. Während des vorbereitenden Artilleriefeuers quälte er sich mit dem Gedanken, welch große Verluste der Angriff mit sich bringen würde. Er versuchte die Verantwortung für den Angriffsbeginn an seinen Artillerieführer zu übergeben. Als Pickett ihn fragte, ob er jetzt antreten solle, fehlten Longstreet die Worte und er nickte nur. Als Pickett einen Offizier zurückschickte, um die zweite Angriffswelle anzufordern, befahl Longstreet dem angriffsbereiten Generalmajor Anderson die Bewegungen anzuhalten:
“...I was about to move forward Wright's and Posey's brigades, when Lieutenant-General Longstreet directed me to stop the movement, adding that it was useless,...” (deutsch: „...ich war gerade dabei, Wrights und Poseys Brigaden in Marsch zu setzen, als Generalleutnant Longstreet mir befahl, die Bewegungen anzuhalten und hinzufügte, dass das nutzlos sei,...“).

#### Die Schlacht von Chickamauga und die versuchte Ablösung von Bragg
Longstreet bemühte sich Mitte August 1863 erneut, auf dem westlichen Kriegsschauplatz eingesetzt zu werden. Als General Braggs Tennessee-Armee in den Norden Georgias ausweichen musste, genehmigten Lee und Davis den Antrag. Longstreet verlegte mit zwei Divisionen, einer Brigade und 26 Geschützen im Eisenbahntransport über 1250 km durch die Carolinas nach Nord-Georgia. Die gesamte Operation dauerte drei Wochen, Longstreet traf am 17. September mit den Spitzen des I. Korps ein und griff mit acht Brigaden den rechten Flügel der Unionstruppen in der Schlacht am Chickamauga an. Dieser Angriff führte zum Sieg der Konföderierten.
General Bragg untersagte die Verfolgung der geschlagenen Unionstruppen und belagerte anschließend Chattanooga, Tennessee. Wegen dieses in Longstreets Augen falschen Verhaltens unterstützte er die Fronde der Kommandeure der Tennessee-Armee gegen Bragg: Gemeinsam mit Simon Bolivar Buckner, Daniel Harvey Hill und John C. Breckinridge verfasste er eine Petition, die um die Ablösung Braggs vom Armeeoberkommando bat und die von acht weiteren Generälen der Armee unterschrieben wurde.
Mit Unterstützung Davis‘ blieb Bragg im Amt. Longstreet entwickelte einen Plan, um Verstärkungen für die belagerten Unionstruppen aus Alabama zu verhindern. Bragg lehnte den Plan ab und sandte Longstreet ins östliche Tennessee, um dort das auf Knoxville vorgehende IX. Korps Generalmajor Burnsides abzuwehren. Nach der erfolglosen Belagerung von Knoxville überwinterte das Korps in Osttennessee. Longstreet hatte in dieser Zeit ein unabhängiges Kommando über die konföderierten Truppen in Osttennessee. Im Frühjahr wurde das Korps wieder der Nord-Virginia-Armee unterstellt.
Die Gründe für den Fehlschlag in Ost-Tennessee suchte Longstreet wie schon bei Seven Pines bei anderen. Am 30. Dezember bat er um das Ausscheiden aus dem Dienst. Diesen Antrag lehnte der Generalinspekteur des konföderierten Heeres, General Samuel Cooper, ab.

#### Von der Wilderness bis nach Appomattox Court House
Während der Schlacht in der Wilderness führte Longstreet einen erfolgreichen Flankenangriff des I. Korps. Bei dem Angriff wurde er durch eigenes Feuer nur wenige Kilometer von dem Ort entfernt, an dem 1863 General Thomas Jackson ebenfalls von eigenen Soldaten tödlich verletzt worden war, schwer verwundet. Der Ausfall des Kommandierenden Generals stoppte den Angriffsschwung und das II. US-Korps entging der Vernichtung.
Longstreet genas und kehrte im Oktober 1864 zur Nord-Virginia-Armee zurück. Sein rechter Arm blieb lange Jahre gelähmt. Longstreet organisierte die Verteidigung von Richmond. Beim Appomattox-Feldzug übernahm er erneut das I. Korps und führte nach dem Tod A.P.Hills auch die Reste des III. Korps bis zur Kapitulation der Armee in Appomattox Court House. Als General Lee am 9. April zur Kapitulationsverhandlung ritt, sagte Longstreet:
“Unless he offers us honorable terms, come back and let us fight it out.” (deutsch: „Wenn er uns keine ehrenhaften Bedingungen anbietet, kommen Sie zurück und wir kämpfen zu Ende.“).

### Nach dem Bürgerkrieg

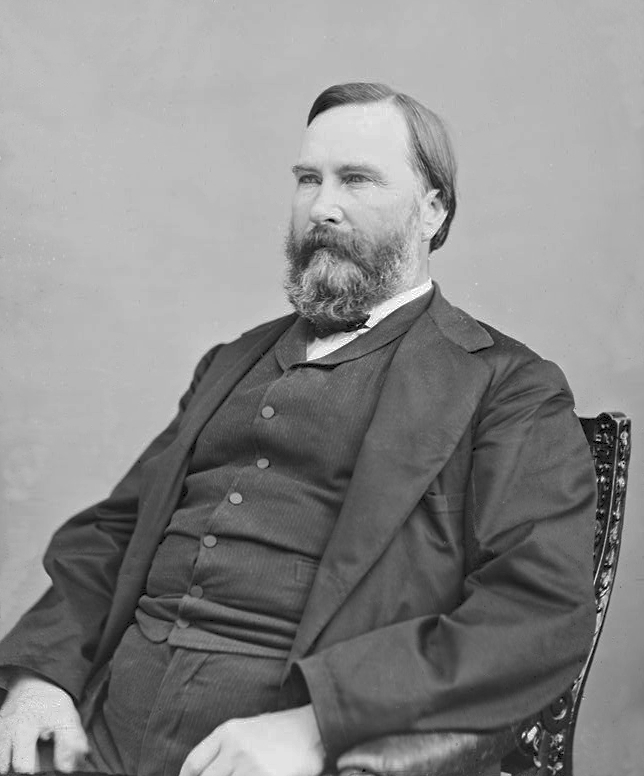
Longstreet nach dem Krieg

#### Beruflicher Aufstieg und Wiedererlangung der Bürgerrechte
Longstreet übersiedelte mit seiner Familie nach dem Krieg nach New Orleans, Louisiana über und wurde Präsident einer Unfallversicherungsgesellschaft. Da hochrangige Offiziere der Konföderation nicht unter die allgemeine Amnestie fielen, versuchte er eine persönliche Amnestie zu erhalten. Ein von seinem Freund Grant unterstütztes Gnadengesuch lehnte Präsident Andrew Johnson ab. Erst 1868 begnadigte der Kongress Longstreet.

#### Eintritt bei den Republikanern, Ansehensverlust und Berufliches
Während der Reconstruction trat Longstreet der Republikanischen Partei bei und unterstützte Grants Wahlkampf. Er nahm an den Einführungsfeierlichkeiten teil und wurde sechs Tage später zum Inspekteur der Zollverwaltung in New Orleans ernannt. Longstreet verlor durch diese Taten bei vielen Südstaatlern an Ansehen, besonders in der ehemaligen Generalität. Unter dem republikanischen Gouverneur Louisianas erhielt er 1872 das Kommando über die Miliz und die Staatspolizei im Bezirk New Orleans. Bei Unruhen wurde Longstreet 1874 verwundet.
Präsident Rutherford B. Hayes ernannte Longstreet 1880 zum Botschafter der Vereinigten Staaten im Osmanischen Reich. Nach seiner Rückkehr diente er von 1881 bis 1884 als US Marshal.
1877 war Longstreet zum Katholizismus übergetreten und blieb bis zu seinem Tod ein gläubiger katholischer Christ.

#### Ende der Politischen Tätigkeit und erneute Heirat
Die demokratische Präsidentschaft unter Grover Cleveland beendete die politischen Tätigkeiten Longstreets. Er bewirtschaftete danach eine Farm in Gainesville, die jedoch 1889 niederbrannte. Im Dezember dieses Jahres starb auch seine Frau Louise. Longstreet heiratete 1897 erneut. Seine zweite Ehefrau, Helen Dortch, war 34 Jahre alt und sollte ihren Gatten um 58 Jahre überleben. Sie starb 1962.

#### Letzte Jahre
Schlechte Gesundheit prägte Longstreets letzte Lebensjahre. Nach einer Krebsbehandlung starb er an einer Lungenentzündung am 2. Januar 1904. Er ist auf dem Alta Vista Cemetery in Gainesville beerdigt.

## Longstreet und der ‚Lost Cause‘
Schon Longstreets Eintritt in die Republikanische Partei war für viele Südstaatler ein Affront. Sein Freund D. H. Hill bezeichnete ihn als Scalawag, der schlimmer als ein Carpetbagger sei, weil er aus dem Süden stammte. 
Zentral für Longstreets schlechten Ruf in der Nachkriegszeit wurde der Versuch der Südstaatler, Robert Edward Lee nach seinem Tod 1870 zum makellosen Helden zu stilisieren. Dies bedingte eine Erklärung oder Entschuldigung der Niederlage bei Gettysburg, und Longstreet wurde dafür zum Sündenbock. Ehemalige Kameraden wie Jubal Anderson Early, William N. Pendleton und Fitzhugh Lee sowie der Publizist John William Jones gaben Longstreet die Hauptschuld an der Niederlage bei Gettysburg. Sie warfen ihm vor allem vor, am zweiten Kampftag zu langsam vorgegangen zu sein. Dabei wurde sogar ein angeblicher Befehl Lees erfunden, dass der Angriff bei Tagesanbruch erfolgen sollte – tatsächlich hatte Lee Longstreet den Angriffsbefehl am späten Morgen erteilt. Longstreet wehrte sich schließlich seinerseits publizistisch, kritisierte dabei aber Lee auf teilweise unfaire Weise, was ihn weitere Sympathien im Süden kostete. Auch seine 1896 erschienenen Memoiren From Manassas to Appomatox änderten nichts daran. Zu Longstreets Verteidigung veröffentlichte seine Frau Helen nach seinem Tod das Buch „Lee and Longstreet at High Tide“, in dem sie feststellte, dass dem Süden fälschlicherweise beigebracht worden sei, der Sieg des Nordens sei einzig und allein auf das zufällige Ergebnis des schuldhaften Ungehorsams General Longstreets zurückzuführen.
Douglas Southall Freeman griff in seiner Biographie über General Lee die Vorwürfe gegen Longstreet wiederum auf, die dann erneut in den 1950er und 1960er Jahren aufgewärmt wurden. Danach verlor der „Lost Cause“ mehr und mehr an Glaubwürdigkeit und wird heute nur noch von Randgruppen vertreten. Erst der Roman The Killer Angels von Michael Shaara (1974) und der Film Gettysburg (1993), in dem Longstreet von Tom Berenger dargestellt wurde, stellten seine Reputation als Truppenführer wieder her und erhöhten seinen Bekanntheitsgrad erheblich.

## Sonstiges
Nach James Longstreet sind einige Orte in den USA benannt: eine Ortschaft im De Soto Parish, Louisiana, eine Brücke über den Chattahoochee in der Nähe von Gainesville und die Hauptstraße in Fort Bragg, North Carolina. Im Zweiten Weltkrieg stellte die Marine den Liberty-Frachter SS James Longstreet in Dienst.
1998 errichtete der Künstler Gary Casteel ein Reiterstandbild Longstreets auf dem Gelände des Gettysburg National Military Park. Dieses ist, im Gegensatz zu den Denkmälern der anderen Generale, ebenerdig errichtet.

## Veröffentlichungen
- James Longstreet: From Manassas to Appomatox. Memoirs of the Civil War in America. hier online Reprint: Da Capo Press 1992, ISBN 0-306-80464-6.